# Ломидзе, Шота Григорьевич
Шота Григорьевич Ломидзе (груз. შოთა ლომიძე); 21 января 1936, с. Сакулиа, Грузинская ССР, СССР (ныне в Цхалтубском муниципалитете, Имеретия, Грузия) 
— 23 октября 1993) — советский борец вольного стиля, серебряный призёр Олимпийских игр, двукратный чемпион мира, двукратный чемпион Европы, 4-кратный чемпион СССР. Заслуженный мастер спорта.

## Биография
Родился в селе Сакулиа. Борьбой занялся только в армии, в Запорожье, в 1956 году. Обладая большой физической силой, стал чемпионом округа по борьбе, призёром чемпионата вооружённых сил СССР. В 1959 году завоевал бронзовую медаль чемпионата СССР (в рамках Спартакиады народов СССР). После службы в армии, вернулся в Грузию и стал тренироваться в Тбилиси. В 1962 году вновь стал третьим на чемпионате СССР, а в 1964 году стал чемпионом страны и был отобран для участия в Летних Олимпийских играх 1964 года в Токио.
На Летних Олимпийских играх 1964 года в Токио боролся в категории до 87 килограммов (средний вес). Выбывание из турнира проходило по мере накопления штрафных баллов. За чистую победу штрафные баллы не начислялись, за победу по очками при любом соотношении голосов начислялся 1 штрафной балл, любое поражение по очкам каралось 3 штрафными баллами, чистое поражение — 4 штрафными баллами. В схватке могла быть зафиксирована ничья, тогда каждому из борцов начислялись 2 штрафных балла. Если борец набирал 6 или более штрафных баллов, он выбывал из турнира. Титул оспаривали 16 человек.
В первой схватке Шота Ломидзе сумел отбороться вничью с будущим чемпионом Проданом Гарджевым. Во второй схватке победил по очкам, что добавило ещё один штрафной балл. В третьей схватке с Хасаном Гюнгёром, действующим олимпийским чемпионом, проиграл и из турнира выбыл.

Гюнгер перед схваткой с Ломидзе натерся маслом, и его вытирали полотенцем. До перерыва турок получил два балла и потом без стеснения убегал за ковер. Рефери на ковре смотрит на боковых судей и дает знак: время давать второе предупреждение. Для Гюнгера оно означает поражение, и он падает за ковром, хватаясь обеими руками за голову. А что судьи? Они «забыли» дать предупреждение, и схватка заканчивается в пользу турка— Арсен Еремян. «Русский клуб»
.
| Круг | Соперник        | Страна    | Результат | Основание                  | Время схватки |
| ---- | --------------- | --------- | --------- | -------------------------- | ------------- |
| 1    | Продан Гарджев  | Болгария  | Ничья     | (2 штрафных балла)         |               |
| 2    | Рудольф Кобельт | Швейцария | Победа    | По очкам (1 штрафной балл) | 7:51          |
| 3    | Хасан Гюнгёр    | Турция    | Поражение | (3 штрафных балла)         |               |

В 1965 году подтвердил звание чемпиона СССР. В 1966 году стал трёхкратным чемпионом страны и стал чемпионом Европы, где в финале победил самого Ахмета Айика, и это было единственным поражением турецкого борца за всю его карьеру. В 1967 году завоевал серебряные медали чемпионатов Европы и мира, вновь победил на чемпионате СССР.
На Летних Олимпийских играх 1968 года в Мехико боролся в категории до 97 килограммов (полутяжёлый вес). Выбывание из турнира проходило по мере накопления штрафных баллов. За чистую победу штрафные баллы не начислялись, за победу за явным преимуществом начислялось 0,5 штрафных балла, за победу по очкам 1 штрафной балл, за ничью 2 или 2,5 штрафных балла, за поражение по очкам 3 балла, поражение за явным преимуществом 3,5 балла, чистое поражение — 4 балла. Если борец набирал 6 или более штрафных баллов, он выбывал из турнира.
Титул оспаривали 16 спортсменов. Шота Ломидзе уверенно продвигался к финалу, где вновь встречался с Ахметом Айиком. Турецкого борца устраивала и ничья, которой он добился, и Шота Ломидзе стал только серебряным призёром Олимпиады.
| Круг              | Соперник               | Страна                                       | Результат | Основание                                   | Время схватки |   |
| ----------------- | ---------------------- | -------------------------------------------- | --------- | ------------------------------------------- | ------------- | - |
| 1                 | Хайнц Киль             | Федеративная Республика Германии (1949—1990) | Победа    | За явным преимуществом (0,5 штрафных балла) |               |   |
| 2                 | Йожеф Чатари           | Венгрия                                      | Победа    | По очкам (1 штрафной балл)                  |               |   |
| 3                 | Мослем Эскандар-Филаби | Иран                                         | Победа    | По очкам (1 штрафной балл)                  |               |   |
| 4                 | -                      | -                                            | -         | -                                           |               |   |
| 5                 | Саид Мустафов          | Болгария                                     | Ничья     | (2 штрафных балла)                          |               |   |
| Финал (Встреча 1) | Йожеф Чатари           | Венгрия                                      | Победа    | По очкам (1 штрафной балл)                  |               |   |
| -                 | -                      | -                                            | -         | -                                           | -             | - |
| Финал (Встреча 2) | Ахмет Айик             | Турция                                       | Ничья     | (2 штрафных балла)                          |               |   |

В 1968 году остался вторым на чемпионате СССР, в 1969 — третьим, но завоевал звания чемпиона Европы в тяжёлом весе и чемпиона мира в полутяжёлом. В 1970 году, после поражения на чемпионате СССР решил оставить карьеру, но под влиянием тренера, в 1971 году победил на Спартакиаде народов СССР, в рамках которой проводился чемпионат, но в этом году он проводился по новой схеме: четверо лучших борцов спартакиадного турнира оспаривали звание чемпиона страны. В этом турнире Шота Ломидзе остался без медалей.
По словам Ивана Ярыгина:

«Я только раз почувствовал на себе явное физическое преимущество соперника — на Спартакиаде народов СССР 1971 года. Это был Шота Ломидзе. И дело не в том, что он меня победил, а совершенно измотал физически. А ведь ему уже было 36 лет!»— Арсен Еремян. «Русский клуб»
Не без сложностей Шота Ломидзе поехал на чемпионат мира (предпочтение отдавалось не ему), для чего пришлось посетить Спорткомитет СССР

«Товарищ председатель, я готов у вас на глазах поочередно бороться не только с борцами полутяжелого веса, но и с тяжеловесами во главе с их Медведем. И если кто из них сможет меня побороть, накажите меня, я готов отказаться от всех моих титулов. И если хотите, даже ничью можете записать в их актив».— Арсен Еремян. «Русский клуб»
Шота Ломидзе сумел в Софии стать двукратным чемпионом мира и завершил карьеру.
Окончил Грузинский сельскохозяйственный институт. Работал агрономом в совхозе, потом назначен заместителем директора овощеводческого хозяйства. После того, как оставил карьеру, работал директором Гардабанского консервного комбината.
Умер от сердечного приступа 23 октября 1993 года в родном селе, похоронен в Тбилиси

## Награды
- орден «Знак Почёта» (30.05.1969)

## Выступления на чемпионатах СССР
- Вольная борьба на летней Спартакиаде народов СССР 1959 года — ;
- Чемпионат СССР по вольной борьбе 1962 года — ;
- Чемпионат СССР по вольной борьбе 1964 года — ;
- Чемпионат СССР по вольной борьбе 1965 года — ;
- Чемпионат СССР по вольной борьбе 1966 года — ;
- Вольная борьба на летней Спартакиаде народов СССР 1967 года — ;
- Чемпионат СССР по вольной борьбе 1968 года — ;
- Чемпионат СССР по вольной борьбе 1969 года — ;